# Попешть (Джурджу)
Попешть, Попешті (рум. Popești) — село у повіті Джурджу в Румунії. Адміністративно підпорядковане місту Міхейлешть.
Село розташоване на відстані 18 км на південний захід від Бухареста, 44 км на північ від Джурджу.

## Населення
За даними перепису населення 2002 року у селі проживали 1189 осіб, з них 1188 осіб (99,9%) румунів. Рідною мовою 1188 осіб (99,9%) назвали румунську.